# Bianchello del Metauro
Mit dem Namen Bianchello del Metauro DOC werden italienische Weiß- und Schaumweine aus der Provinz Pesaro und Urbino (Region Marken) vermarktet, die seit 1969 eine kontrollierte Herkunftsbezeichnung („Denominazione di origine controllata“ – DOC) besitzen, die zuletzt am 7. März 2014 aktualisiert wurde.

## Erzeugung
Der Bianchello del Metauro wird in den Typen Passito und Spumante (auch als „Superiore“) erzeugt.
Dafür müssen mindestens 95 % der Rebsorte Biancame (lokal auch „Bianchello“ genannt) verwendet werden. Höchstens 5 % Malvasia Bianca Lunga dürfen zugesetzt werden.

## Anbau
Die Zone umfasst folgende Gemeinden in der Provinz Pesaro und Urbino: Fano, Cartoceto, Saltara, Serrungarina, Montefelcino, Isola del Piano, Fossombrone, Sant’Ippolito, Montemaggiore, San Giorgio di Pesaro, Piagge, San Costanzo, Orciano, Barchi, Fratterosa Serrungarina und einen Teil der Gemeinden von Urbino und Fermignano.
Im Jahr 2017 wurden 11.242 hl DOC-Wein erzeugt.

## Beschreibung
Laut Denomination:

### Bianchello del Metauro
- Farbe: strohgelb
- Geruch: zart, charakteristisch
- Geschmack: trocken, frisch, harmonisch, angenehm
- Alkoholgehalt: 11,5 Vol.-%, bei „Superiore“ 12,5 Vol.-%
- Säuregehalt: 5,0 g/l
- Trockenextrakt: mind. 14,0 g/l, bei „Superiore“ 17 g/l

### Bianchello del Metauro Spumante
- Perlage: fein und anhaltend
- Farbe: mehr oder weniger intensiv strohgelb
- Geruch: eigen, zart, fein, kräftig, komplex
- Geschmack: von extra trocken bis trocken, würzig, frisch, fein, harmonisch
- Alkoholgehalt: 11,5 Vol.-%
- Säuregehalt: 4,5 g/l
- Trockenextrakt: mind. 14,0 g/l

### Bianchello del Metauro Passito
- Farbe: von intensiv strohgelb bis bräunlich
- Geruch: charakteristisch, intensiv
- Geschmack: lieblich, harmonisch, samtig, charakteristisch
- Alkoholgehalt: 12,0 Vol.-%, mit einem Rest von mindestens 3,0 % potentiellem Alkoholgehalt
- Säuregehalt: 4,0 g/l
- Trockenextrakt: mind. 22,0 g/l